# Brillis
Brillis ist ein Popsong der deutschen Rapperin und Sängerin Shirin David aus dem Jahre 2019. Es war die sechste Singleauskopplung aus Davids Debütalbums Supersize und wurde von ihr selbst zusammen mit Chima Ede und den Produzenten des Tracks, FNSHRS., geschrieben.

## Musik und Text
Brillis ist ein Pop-Song mit RnB-Einschlägen. Die Melodie des Refrains basiert auf einem Sample von Ella, elle l’a. Die Strophen und der Refrain werden von David gesungen. Der Titel ist knapp über drei Minuten lang und wurde in e-Moll auf 106 Schläge die Minute geschrieben. Das Brillis im Titel und Refrain des Songs bezieht sich auf den Brillantschliff von Diamanten. Diese benutzt sie im Song als Symbol für Sterne: Wir leuchten wie Brillis am Himmel. David singt davon, gut auszusehen und mit ihren Freunden eine gute Zeit zu haben. Textlich schließt Brillis an Singles wie Gib ihm oder Ice an, auch wenn die Arroganz und die Übertreibungen weniger stark hervorstechen. Des Weiteren wurden im Liedtext einige Symbole benutzt (Denn unsre Nacht hat 'ne Million Karat  oder Die Herzen glitzern wie beim Juwelier) und auch der teure Lebensstil wurde wieder aufgegriffen (Unsere Zeit, sie ist jetzt, sagt die Breitling oder Der Stack Cartier, das Lächeln von Chopard).

## Entstehung und Veröffentlichung
David schrieb Brillis – wie ihr gesamtes Debütalbum Supersize zusammen mit ihren Produzenten FNSHRS. und den Rappern Chima Ede und Sera Finale. Der Titel selbst erschien am 23. August 2019 gemeinsam mit dem Musikvideo, nachdem sie es einige Tage zuvor auf ihren Social-Media-Kanälen angekündigt hatte. 

## Musikvideo
Das Musikvideo zu Brillis wurde unter der Regie von Allan Anders in Berlin gedreht. Es war David zweites Musikvideo, nach dem zu Fliegst Du mit, das nicht in einem Studio gedreht wurde. Im Video sind neben David auch die Influencerin und Laiendarstellerin Sandra Lambeck, das Model Kristina Levina und die Influencerin und Tänzerin Ivana Santacruz zu sehen. Die vier Frauen zeigen sich in einigen Szenen in einem Schönheitssalon, den Straßen Berlins und, von einer Menge jubelnder Fans begleitet, im Berliner KaDeWe. In anderen Szenen sieht man sie auf einer, extra für das Musikvideo veranstalteten, Houseparty und mit Quads bzw. einem Twingo durch Berlin fahren. Des Weiteren zeigt eine Szene David, von Motorrädern umringt in einem Parkhaus, wie sie sich mit ihrem eigenen, erst später erschienenen, Parfüm besprüht.  Das Musikvideo selbst zählt auf YouTube bis heute (Stand August 2025) über 19,7 Millionen Aufrufe.
Am 28. August ging außerdem – wie bei der Vorgängersingle On Off – zusätzlich ein Making-of zum Musikvideo online, das von Anton Schmidt-Wünkhaus produziert wurde.

## Kritik
Brillis erhielt überwiegend positive Kritiken. Oft wurden der Ohrwurm-Charakter, sowie die Sommerstimmung, die der Titel liefert, gelobt. Auch das Musikvideo erhielt positive Kommentare, vor allem durch die Szenen mit den Fans und die Zusammenarbeit mit den anderen bekannten Frauen im Video.

## Kommerzieller Erfolg
Auf der Streaming-Plattform Spotify wurde das Lied 42,6 Millionen Mal aufgerufen (Stand: August 2025).
Chartplatzierungen
Brillis erreichte Platz vier der deutschen Singlecharts und hielt sich acht Wochen in den Charts. Für David war es bereits der vierte Top-5-Hit und ihre siebte Platzierung in den Top 10 der deutschen Charts. In Österreich erreichte die Single  Position 14 und konnte sich vier Wochen in den Charts halten. In der Schweiz erreichte Brillis mit Position 15 seine höchste Chartnotierung und platzierte sich zwei Wochen in der Hitparade.
| ChartsChartplatzierungen | Höchstplatzierung | Wochen |
| ------------------------ | ----------------- | ------ |
| Deutschland (GfK)        | 4 (8 Wo.)         | 8      |
| Österreich (Ö3)          | 14 (4 Wo.)        | 4      |
| Schweiz (IFPI)           | 15 (2 Wo.)        | 2      |